# Quatlecoatl
Quatlecoatl (14. st.) bio je aztečki princ, sin cara Acamapichtlija i carice Xiuhcuetzin, polubrat careva Huitzilihuitla i Itzcoatla te stric careva Chimalpopoce i Montezume I.
Od njega su potekli vojnici.